# Eumenes kangrae
Eumenes kangrae är en stekelart som beskrevs av Dover 1925. Eumenes kangrae ingår i släktet krukmakargetingar, och familjen Eumenidae. Inga underarter finns listade i Catalogue of Life.